# Abidoška dinastija
Abidoška dinastija je bila verjetno kratkoživa lokalna dinastija, ki je v drugem vmesnem obdobju Egipta vladala v delih Srednjega in Gornjega Egipta. Vladala naj bi sočasno s Petnajsto in Šestnajsto dinastijo od okoli 1650 pr. n. št. do okoli 1600 pr. n. št. Sedež dinastije je bil v Abidosu ali v njegovi bližini, vladarska nekropola pa morda ob vznožju Anubisove gore,  piramidi podobne vzpetine v Abidoški puščavi, in v bližini v steno vklesane grobnice faraona Senusreta III.

## Prerekanja o obstoju dinastije

### Dokazi za
Obstoj Abidoške dinastije je prvi predlagal Detlef Franke in za njim Kim Ryholt leta 1997. Ryholt je opazil, da imata dva dokazana vladarja iz tega obdobja, Vepuavetemsaf (Vepuavet je njegov zaščitnik)  in Pentini (Tisti iz Tinisa), imeni, povezani z Abidosom. Vepvavet je bil pomemben abidoški bog, Tinis pa je bil pomembno mesto nekaj kilometrov severno od Abidosa. Razen tega so Vepvavetemsaf, Pentini in Senaib, še en vladar iz tega obdobja, omenjeni skupaj na  steli, odkriti v Abidosu, kar bil lahko pomenilo, da je bil ravno Abidos sedež dinastije. In ne nazadnje Ryholt trdi, da bi obstoj Abidoške dinastije lahko zapolnil časovno vrzel na Torinskem seznamu kraljev na koncu Šestnajste dinastije.  Abidoška dinastija bi lahko vladala v časovni vrzeli med padcem Trinajste dinastije po hiški zasedbi Memfisa in prodiranjem Hiksov proti jugu v Tebe.
Obstoj Abidoške dinastije bi lahko bil potrjen januarja 2014, ko so v južnem delu Abidosa na kraju z imenom Anubisova gora odkrili grobnico dotlej neznanega faraona Senebkaja. Če je Senebkaj resnično pripadal Abidoški dinastiji, bi njegova grobnica lahko označevala nekropolo Abidoške dinastije, ki leži ob nekropoli vladarjev Srednjega kraljestva.  Kasnejše raziskave so odkrile nič manj kot osem anonimnih vladarskih grobnic iz drugega vmesnega obdobja Egipta. Grobnice so po slogu in velikosti podobne Senebkajevi. Odkrili so tudi dve grobnici (S9 in S10) iz srednje Trinajste dinastije, ki bi lahko pripadali Neferhotepu I. in njegovemu bratu Sobekhotepu IV.

### Dokazi proti
Mnenja o obstoju Abidoške dinastije niso enotna. Mercel Marėe je na primer opazil, da so delavnice v Abidosu izdelale steli za Pentinija in Vepvavetemsafa, povezana z Abidoško dinastijo, in zelo verjetno stelo faraona Rahotepa iz Sedemnajste dinastije. Če je Abidoška dinastija obstajala, bi to pomenilo, da so delavnice izdelale stele za vladarje dveh sovražnih dinastij, kar je malo verjetno. Še vedno ni jasno niti to, ali sta obe dinastiji vladali istočasno: če je Ryholtova rekonstrukcija drugega vmesnega obdobja pravilna, je bil med njima 20 let dolg časovni presledek.
Alexander Ilin-Tomich nasprotuje argumentom v prid Abidoški dinastiji, ki temeljijo na Senebkajevi grobnici, in trdi, da so bili v Abidosu pokopani tudi nekateri faraoni iz Srednjega kraljestva, med njimi Senusret III. in Sobekhotep IV., pa jih nihče ne umešča v Abidoško dinastijo. Ilin-Tomich se ob tem sprašuje, ali je bil Senebkaj morda faraon tebanske Šestnajste dinastije.

## Ozemlje
Če je bila Abidoška dinastija resnično dinastija, je bil njen sedež verjetno v Abidosu ali bližnjem Tinisu. Karl Richard Lepsius je v Beni Hasanu približno 250 km severno od Abidosa v grobnici BH2  nomarha Amenemheta iz Dvanajste dinastije odkril Vepvavetemsafov grafit. Če je grafit res njegov in je Vepvavetemsaf pripadal Abidoški dinastiji, je njegovo ozemlje segalo na sever do Beni Hasana. Ker je Abidoška dinastija vladala vzporedno s Šestnajsto dinastijo, je njeno ozemlje na jugu segalo največ do Huja, 50 km južno od Abidosa.

## Vladarji
Kim Ryholt pripisuje abidoškim vladarjem naslednjih šestnajst vnosov v Torinskem seznamu kraljev:
| Prenomen vladarja         | Vnos v Torinskem seznamu | Transliteracija |
| ------------------------- | ------------------------ | --------------- |
| Voser[...]re              | kolona 11. vrstica 16    | Wsr-[...]-Rˁ    |
| Voser[...]re              | kolona 11. vrstica 17    | Wsr-[...]-Rˁ    |
| Osem izgubljenih imen     | kolona 11. vrstice 18-25 |                 |
| [...]hebre                | kolona 11. vrstica 26    | [...]-hb-[Rˁ]   |
| Tri izgubljena imena      | kolona 11. vrstice 27-29 |                 |
| [...]hebre (nezanesljivo) | kolona 11. vrstica 30    | [...]-ḥb-[Rˁ]   |
| [...]vebenre              | kolona 11. vrstica 31    | [...]-wbn-[Rˁ]  |

Nekteri navedeni  faraoni  se lahko identificirajo s štrimi potrjenimi  faraoni iz Abidoške dinastije. Njihovo časovno zaporedje ni znano.
| Slika | Ime           | Komentar                                                                               | Vladanje |
| ----- | ------------- | -------------------------------------------------------------------------------------- | -------- |
|       | Vepuavetemsaf | Lahko bi pripadal pozni Šestnajsti dinastiji.                                          |          |
|       | Pentini       | Lahko bi pripadal pozni Šestnajsti dinastiji.                                          |          |
|       | Senaib        | Lahko bi pripadal pozni Trinajsti dinastiji.                                           |          |
|       | Senebkaj      | Grob odkrit leta 2014. Morda istoveten z Woser[...]rejem s Torinskega seznama kraljev. |          |